# Cephalostemon microglochin
Cephalostemon microglochin là một loài thực vật có hoa trong họ Rapateaceae. Loài này được Sandwith mô tả khoa học đầu tiên năm 1929.